# Embaixada da República Democrática do Congo em Brasília
A Embaixada da República Democrática do Congo em Brasília é a principal representação diplomática quinxassa-congolesa no Brasil. O embaixador atual é Mutombo Bakafwa Nsenda.

## Histórico
Brasil e República Democrática do Congo estabeleceram relações diplomáticas em 1968, quando o país ainda se chamada República do Zaire, com a embaixada brasileira em Quinxassa sendo fundada em 1972. A embaixada do Zaire em Brasília foi instalada em 1971, e passou a ser a Embaixada da República Democrática do Congo após a mudança de nome do país em 1997.

## Serviços
A embaixada realiza os serviços protocolares das representações estrangeiras, como o auxílio aos quinxassa-congoleses que moram no Brasil e aos visitantes vindos da República Democrática do Congo e também para os brasileiros que desejam visitar ou se mudar para o país africano - apesar da pequena comunidade no país, estimada em cerca de sessenta pessoas. A embaixada de Brasília é a única opção consular quinxassa-congolesa no Brasil.
Outras ações que passam pela embaixada são as relações diplomáticas com o governo brasileiro nas áreas política e econômica. O Brasil participou da Missão das Nações Unidas de Estabilização na República Democrática do Congo após as guerras que assolaram o país entre 1997 e 2004, e mantém com a República Democrática do Congo  parcerias bilaterais em áreas como agro-ecologia, agricultura familiar, formação de recursos humanos, ciência e tecnologia. Há também um fluxo crescente de estudantes quinxassa-congoleses que vem estudar no Brasil.